# District d'Hafizabad
Le district d'Hafizabad (en ourdou : ضلع حافظ آباد) est une subdivision administrative de la province du Pendjab au Pakistan. Constitué autour de sa capitale Hafizabad, le district est entouré par les districts de Mandi Bahauddin et de Gujranwala au nord, le district de Sheikhupura à l'est, les districts de Nankana Sahib, de Faisalabad et Chiniot au sud et enfin le district de Sargodha à l'ouest.
Créé en 1991, le district est situé dans le nord industriel et relativement urbanisé du Pendjab. Il profite nettement de sa situation centrale qui lui confère une bonne place dans le réseau de transports pakistanais. La population du district reste pourtant principalement rurale et vit de l'agriculture, notamment du riz. C'est par ailleurs un fief politique de la Ligue musulmane du Pakistan (N).

## Histoire
La région d'Hafizabad a été sous la domination de diverses puissances au cours de l'histoire. Elle a ensuite été successivement sous l'influence de l'Empire Maurya, du Sultanat de Delhi, de l'Empire moghol et de l'Empire sikh. En 1848, la région correspondant à l'actuel district tombe sous la domination du Raj britannique et devient un tehsil du district de Gujranwala.
Lors de l'indépendance vis-à-vis de l'Inde en 1947, la population majoritairement musulmane soutient la création du Pakistan. De nombreuses minorités hindoues et sikhes quittent alors la région pour rejoindre l'Inde, tandis que des migrants musulmans venus d'Inde s'y installent. Le district d'Hafizabad est créé en 1991 en amputant une partie du territoire du district de Gujranwala.

## Géographie et climat

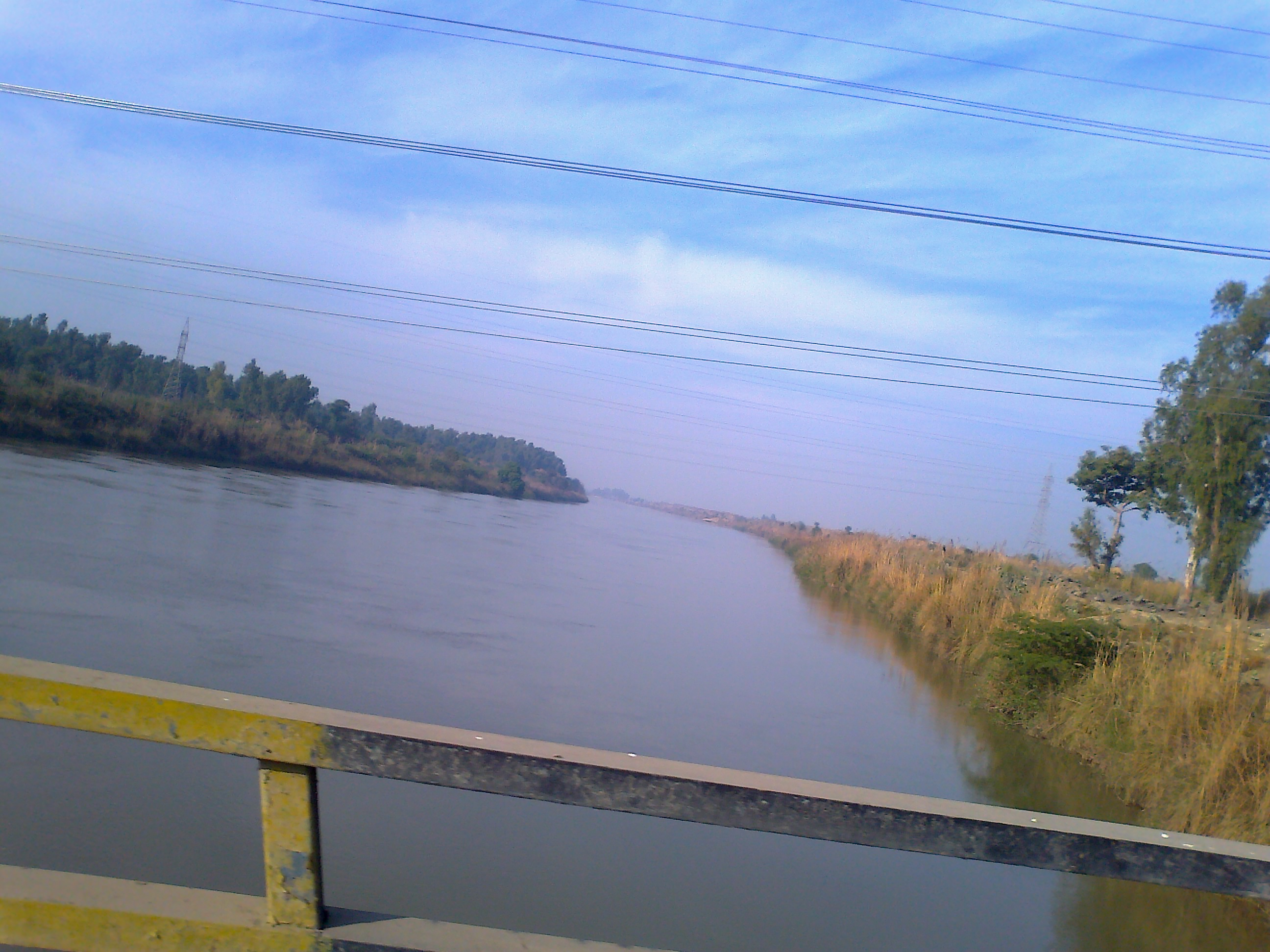
Cours d'eau dans le district.

Le district est situé entre Islamabad, la capitale fédérale, et Lahore, la capitale provinciale : soit à 303 kilomètres de la première et 109 de la deuxième. Il est également situé à moins de cent kilomètres de deux autres villes majeures, Faisalabad et Gujranwala.
Le district est principalement constitué de plaines fertiles et irriguées, grâce à un système de répartition de l'eau datant de l'époque coloniale. Cette eau provient de la rivière Chenab, qui borde le district au nord. Le climat est semi-aride : il est chaud et sec en été et doux en hiver. Toutefois, la mousson frappe la région de mi-juillet à début septembre.

## Démographie
Lors du recensement de 1998, la population du district a été évaluée à 832 980 personnes, dont environ 27 % d'urbains, contre 33 % au niveau national. Le taux d'alphabétisation était de 41 % environ, dont 52 pour les hommes et 29 pour les femmes, pour une moyenne nationale de 44 %.
Le recensement suivant mené en 2017 pointe une population de 1 156 957 habitants, soit une croissance annuelle de 1,74 %, inférieure aux moyennes provinciale et nationale de 2,13 % et 2,4 % respectivement. Le taux d'urbanisation grimpe à 35 %.
La langue la plus parlée du district est le pendjabi. Le district est à 96 % musulman, mais présente près de 3 % de chrétiens, 1 % d'hindous et 0,1 % de sikhs en 1998.

## Économie

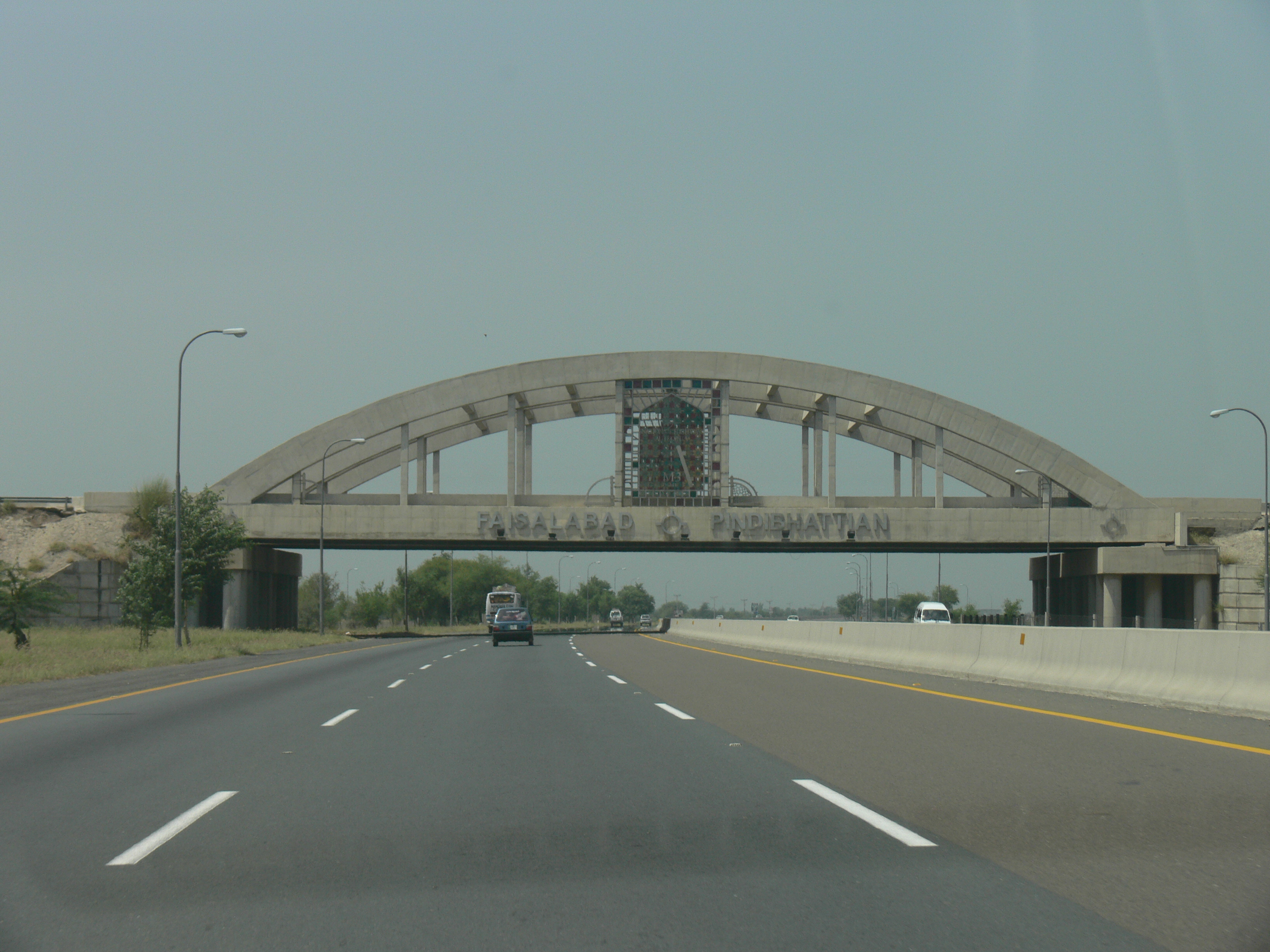
L'autoroute M-3 reliant Pindi Bhattian à Faisalabad.

La population du district vit principalement de l'agriculture, majoritairement du riz. Hafizabad est à ce titre une importante place pour le marché du riz. On trouve aussi dans cette ville une petite industrie, notamment textile, principalement poussée par l'agriculture et la proximité du grand centre industriel de Faisalabad.
Le district profite aussi de sa position centrale dans le nord industriel de la province du Pendjab. Pindi Bhattian est notamment un point de jonction important entre l'autoroute M-2, qui relie Islamabad et Lahore, et l'autoroute M-3 qui dessert Faisalabad. Hafizabad est pour sa part desservi pour la ligne de chemin de fer Wazirabad-Faisalabad.

## Administration

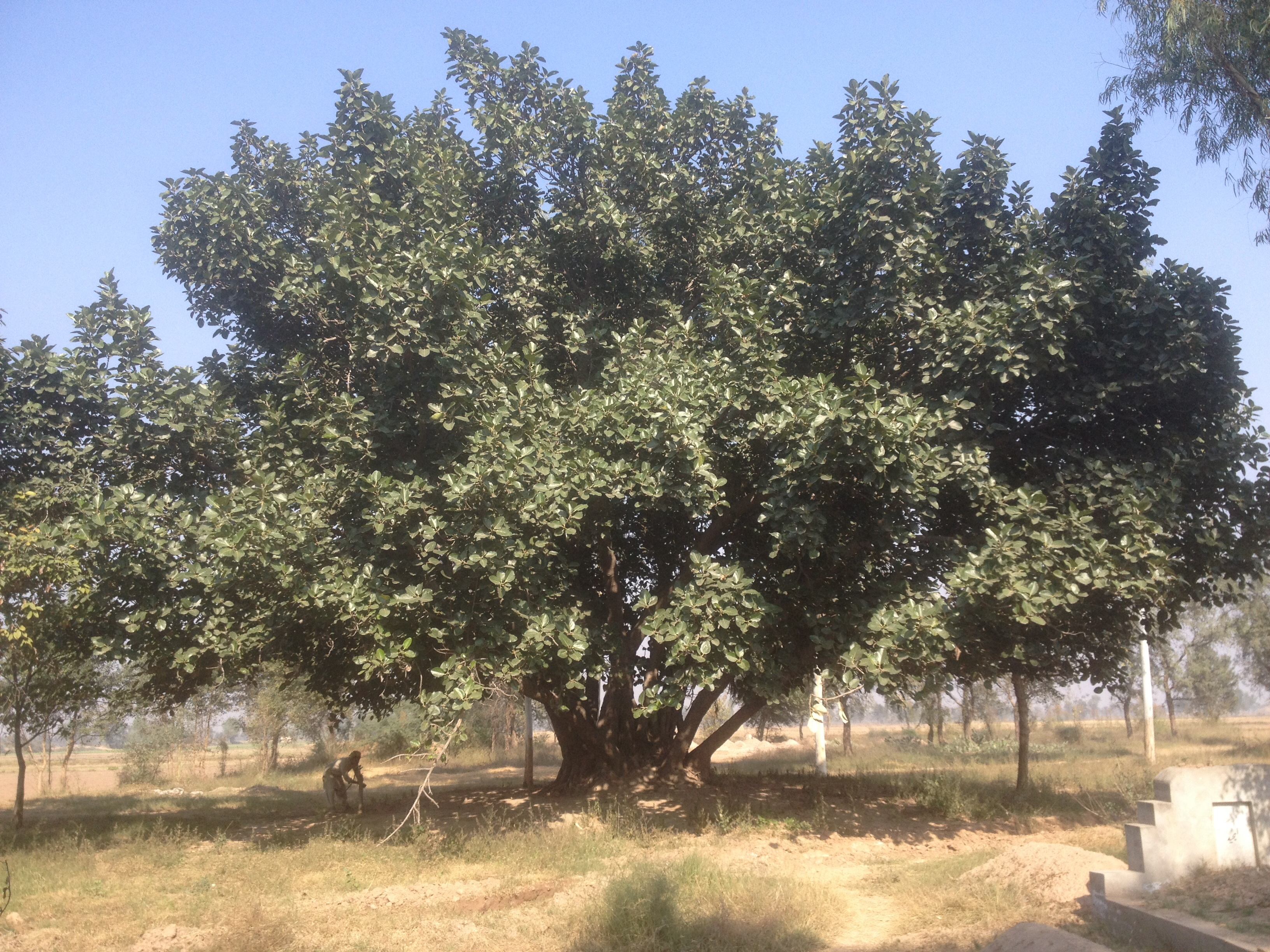
Paysage dans le tehsil de Hafizabad.

Le district est divisé en deux tehsils, Hafizabad et Pindi Bhattian, et 26 Union Councils.
| Tehsil         | Population (rec. 2017) |
| -------------- | ---------------------- |
| Hafizabad      | 663 735                |
| Pindi Bhattian | 493 222                |

Quatre villes dépassent les 20 000 habitants : Hafizabad, Pindi Bhattian, Sukheke et Jalalpur Bhattian. La plus importante est la capitale Hafizabad, qui regroupait à elle seule près de 21 % de la population totale du district en 2017 et 61 % de la population urbaine. Les quatre principales villes regroupent quant-à elles près de 95 % de la population urbaine, selon le recensement de 2017.
| Ville             | Population (rec. 2017) |
| ----------------- | ---------------------- |
| Hafizabad         | 245 784                |
| Pindi Bhattian    | 55 515                 |
| Sukheke           | 42 626                 |
| Jalalpur Bhattian | 40 755                 |

## Politique
De 2002 à 2018, le district est représenté par les trois circonscriptions no 105 à 107 à l'Assemblée provinciale du Pendjab. Lors des élections législatives de 2008, elles sont remportées par deux candidats de la Ligue musulmane du Pakistan (N) et un du Parti du peuple pakistanais, et durant les élections législatives de 2013 elles ont toutes été remportées par deux candidats de la Ligue musulmane du Pakistan (N) et un indépendant. À l'Assemblée nationale, il est représenté par les deux circonscriptions no 102 et 103. Lors des élections de 2008, elles sont respectivement remportées par un candidat de la Ligue musulmane du Pakistan (N) et un autre de la Ligue musulmane du Pakistan (Q).
Avec le redécoupage électoral de 2018, Hafizabad est représenté par la circonscription no 87 à l'Assemblée nationale et par les trois circonscriptions no 69 à 71 à l'Assemblée provinciale. Lors des élections de 2018, les circonscriptions sont remportées par trois candidats du Mouvement du Pakistan pour la justice et un de la Ligue musulmane du Pakistan (N).
| Parti                                       | Voix (national) | %       | Élus nationaux | Élus provinciaux |
| ------------------------------------------- | --------------- | ------- | -------------- | ---------------- |
| Mouvement du Pakistan pour la justice       | 165 835         | 41,93 % | 1              | 2                |
| Ligue musulmane du Pakistan (N)             | 157 535         | 39,83 % | 0              | 1                |
| Tehreek-e-Labbaik Pakistan                  | 44 159          | 11,16 % | 0              | 0                |
| Autres partis                               | 6 472           | 1,64 %  | 0              | 0                |
| Indépendants                                | 21 521          | 5,44 %  | 0              | 0                |
| Total exprimés (participation : 59,13 %)    | 395 522         | 100 %   | 1              | 3                |
| Source : Commission électorale du Pakistan. |                 |         |                |                  |